# Kiota
Kiota este o comună rurală din departamentul Boboye, regiunea Dosso, Niger, cu o populație de 19.503 locuitori (2001).